# Giselle Laronde
Giselle Laronde West (Port of Spain, 24 ottobre 1963) è una modella trinidadiana, vincitrice del concorso di bellezza Miss Mondo 1986.

## Biografia
La Laronde è stata incoronata trentaseiesima Miss Mondo il 13 novembre 1986 presso la Royal Albert Hall di Londra all'età di ventitré anni, ricevendo la corona dalla Miss Mondo uscente, l'islandese Hólmfríður Karlsdóttir. È stata la prima Miss Mondo proveniente da Trinidad e Tobago.
Dopo l'anno di regno Giselle Larone ha utilizzato i soldi del premio per frequentare l'università di Londra dove ha ottenuto una laurea in sociologia della comunicazione. La sua vittoria le ha fatto ottenere l'onorificenza della Chaconia Medal ed un aeroplano BWIA è stato varato con il suo nome. Successivamente si è sposata con Heathcliff West ed ha avuto due figli.